# Dominik Renč
Dominik Renč (* 6. března 1978 Praha) je český hudební skladatel. Jeho bratrem je filmový režisér Filip Renč.

## Život
Vystudoval Pražskou konzervatoř a spolupracuje jak s divadlem, tak také s televizí či jinými hudebními tělesy. Skládá scénickou hudbu pro pražské divadlo Ypsilonka, pro Divadlo Na Fidlovačce, pro Švandovo divadlo nebo k představením uváděným Městskými divadly pražskými. V některých představeních Ypsilonky také hraje na jevišti. Vedle toho též vystupuje s kapelou Botafogo vedenou Janem Jiráněm, v níž hraje na klavír či klávesy. Renč dále napsal hudbu k televizním seriálům Comeback, To nevymyslíš nebo Soukromé pasti. Je autorem hudby pro obě série televizních dokumentů Národní klenoty vysílaných Českou televizí. Patřil též mezi spolupracovníky hudební skupiny Mig 21.